# Премия «Грэмми» за лучшее женское вокальное поп-исполнение
«Грэмми» в номинации «Лучшее женское вокальное поп-исполнение» присуждалась в период между 1959 и 2011 годами. Ежегодно Национальная академия искусства и науки звукозаписи США выбирала несколько претендентов за «художественные достижения, техническое мастерство и значительный вклад в развитие звукозаписи без учёта продаж альбома (сингла) и его позиции в чартах». За время своего существования, награда претерпела несколько смен названия, так в разные годы она именовалась:
- В период с 1959 по 1960 годы награда называлась — Best Vocal Performance, Female (рус. Лучшее вокальное исполнение, женское).
- В 1961 году категория была разделена на: Best Vocal Performance Single Record Or Track, Female (рус. Лучшее вокальное исполнение сингла или трека, женское) и Best Vocal Performance Album, Female (рус. Лучшее вокальное исполнение альбома, женское).
- С 1962 по 1963 годы, 2 категории предыдущей церемонии были объединены в одну — Best Solo Vocal Performance, Female (рус. Лучшее сольное вокальное исполнение, женское).
- С 1964 по 1968 годы премия называлась — Best Vocal Performance, Female (рус. Лучшее вокальное исполнение, женское).
- В 1969 году награда вручалась под названием Best Contemporary-Pop Vocal Performance, Female (рус. Лучшее современное вокальное поп-исполнение, женское).
- С 1970 по 1971 годы категория была известна как Best Contemporary Vocal Performance, Female (рус. Лучшее современное вокальное исполнение, женское).
- В период с 1972 по 1994 годы номинация называлась — Best Pop Vocal Performance, Female (рус. Лучшее вокальное поп-исполнение, женское).
- С 1995 по 2011 годы категория именовалась Best Female Pop Vocal Performance (рус. Лучшее женское вокальное поп-исполнение)[2].

Награда в этой категории присуждалась начиная с 1-й церемонии премии «Грэмми». Первой победительницей стала джазовая певица Элла Фицджеральд с альбомом Ella Fitzgerald Sings the Irving Berlin Songbook.
Элла Фицджеральд и Барбра Стрейзанд лидируют по количеству побед — по 5 раз. Первенство по количеству номинаций, также удерживает Барбра Стрейзанд — 12 раз.
Представительницы США побеждали в этой номинации больше всего — 44 раза, также призёрами становились уроженки: Канады — 5 раз, Великобритании — 3 и Австралии — 1 раз.
В 2012 году номинация была упразднена в связи с тотальной реструктуризацией категорий «Грэмми». С 2012 года все сольные номинации в поп-категориях (мужская, женская, и инструментальная) были объединены в единую категорию — «Лучшее сольное поп-исполнение».
Номинантами были произведения, изданные в предыдущий календарный год, относительно текущей церемонии «Грэмми».

## Список лауреатов
| \| Год[I] \| Победительница \| Страна \| Музыкальное произведение \| Номинантки[II] \| Ссылка \| \| ------------- \| ------------------------ \| -------------- \| ------------------------------------------------ \| ------------------------------------------------------------------------------------------------------------------------------------------------------------------------------------------------------------------------------------------------------ \| ------ \| \| 1959 \| Элла Фицджеральд \| США \| Ella Fitzgerald Sings the Irving Berlin Songbook \| - Дорис Дэй — «Everybody Loves a Lover[англ.]» - Эйди Горме — Eydie in Love - Пегги Ли — «Fever» - Кили Смит — «I Wish You Love[англ.]» \| [3] \| \| 1959 \| Элла Фицджеральд \| США \| «But Not for Me» \| - Лина Хорн — Porgy and Bess[англ.] - Пегги Ли — «Alright, Okay, You Win[англ.]» - Пэт Судзуки[англ.] — Broadway '59 - Катерина Валенте — «La Strada del Amore» \| [4] \| \| 1961 (Сингл) \| Элла Фицджеральд \| США \| «Mack the Knife» \| - Дорис Дэй — «The Sound of Music» - Эйлин Фаррелл[англ.] — «I Gotta Right to Sing the Blues[англ.]» - Бренда Ли — «I'm Sorry[англ.]» - Пегги Ли — «I’m Gonna Go Fishin» \| [5] \| \| 1961 (Альбом) \| Элла Фицджеральд \| США \| Ella in Berlin: Mack the Knife \| - Розмари Клуни — Clap Hands! Here Comes Rosie![англ.] - Пегги Ли — Latin ala Lee![англ.] - Мириам Макеба — Miriam Makeba[англ.] - Делла Риз — Della \| [5] \| \| 1962 \| Джуди Гарленд \| США \| Judy at Carnegie Hall[англ.] \| - Элла Фицджеральд — «(If You Can't Sing It) You'll Have to Swing It (Mr. Paganini)[англ.]» - Билли Холидей — The Essential Billie Holiday - Лина Хорн — Lena Horne at the Sands[англ.] - Пегги Ли — Basin Street East Proudly Presents Miss Peggy Lee \| [6] \| \| 1963 \| Элла Фицджеральд \| США \| Ella Swings Brightly with Nelson \| - Дайан Кэрролл — «No, Strings» - Лина Хорн — Lena...Lovely and Alive[англ.] - Пегги Ли — «I'm a Woman» - Кетти Лестер[англ.] — «Love Letters» - Сэнди Стюарт[англ.] — «My Coloring Book[англ.]» - Пэт Томас — Slightly Out of Time \| [7] \| \| 1964 \| Барбра Стрейзанд \| США \| The Barbra Streisand Album \| - Эйди Горме — «Blame It on the Bossa Nova[англ.]» - Пегги Ли — I’m a Woman - Мириам Макеба — The World of Miriam Makeba - Жаннин Деккерс — «Dominique[англ.]» \| [8] \| \| 1965 \| Барбра Стрейзанд \| США \| «People» \| - Петула Кларк — «Downtown[англ.]» - Гейл Гарнетт[англ.] — «We'll Sing in the Sunshine[англ.]» - Аструд Жилберту — «The Girl from Ipanema» - Нэнси Уилсон — «How Glad I Am[англ.]» \| [9] \| \| 1966 \| Барбра Стрейзанд \| США \| My Name Is Barbra \| - Петула Кларк — Downtown[англ.] - Джеки ДеШэннон[англ.] — «What the World Needs Now Is Love» - Аструд Жилберту — The Astrud Gilberto Album - Нэнси Уилсон — Gentle Is My Love \| [10] \| \| 1967 \| Эйди Горме \| США \| «If He Walked into My Life Today» \| - Элла Фицджеральд — Ella at Duke’s Place - Сэнди Поси[англ.] — Born a Woman - Нэнси Синатра — «These Boots Are Made for Walkin'» - Барбра Стрейзанд — Color Me Barbra \| [11] \| \| 1968 \| Бобби Джентри \| США \| «Ode to Billie Joe» \| - Викки Карр — «It Must Be Him[англ.]» - Петула Кларк — «Don't Sleep in the Subway[англ.]» - Арета Франклин — «Respect» - Дайон Уорвик — «Alfie» \| [12] \| \| 1969 \| Дайон Уорвик \| США \| «Do You Know the Way to San Jose[англ.]» \| - Арета Франклин — «I Say a Little Prayer[англ.]» - Мэри Хопкин — «Those Were the Days» - Меррили Раш[англ.] — «Angel of the Morning[англ.]» - Барбра Стрейзанд — «Funny Girl» \| [13] \| \| 1970 \| Пегги Ли \| США \| «Is That All There Is?[англ.]» \| - Викки Карр — «With Pen in Hand» - Джеки ДеШэннон[англ.] — «Put a Little Love in Your Heart[англ.]» - Бренда Ли — «Johnny One Time[англ.]» - Дасти Спрингфилд — «Son of a Preacher Man» - Дайон Уорвик — «This Guy's in Love with You[англ.]» \| [14] \| \| 1971 \| Дайон Уорвик \| США \| I'll Never Fall in Love Again[англ.] \| - Бобби Джентри — «Fancy[англ.]» - Энн Мюррей — «Snowbird[англ.]» - Линда Ронстадт — «Long, Long Time» - Дайана Росс — «Ain't No Mountain High Enough» \| [15] \| \| 1972 \| Кэрол Кинг \| США \| Tapestry \| - Джоан Баэз — «The Night They Drove Old Dixie Down» - Шер — «Gypsys, Tramps & Thieves» - Дженис Джоплин — «Me and Bobby McGee» - Карли Саймон — «That’s the Way I’ve Always Heard It Should Be[англ.]» \| [16] \| \| 1973 \| Хелен Редди \| США \| «I Am Woman[англ.]» \| - Роберта Флэк — Quiet Fire - Арета Франклин — «Day Dreaming[англ.]» - Карли Саймон — «Anticipation[англ.]» - Барбра Стрейзанд — «Sweet Inspiration / Where You Lead» \| [17] \| \| 1974 \| Роберта Флэк \| США \| «Killing Me Softly with His Song» \| - Бетт Мидлер — «Boogie Woogie Bugle Boy» - Энн Мюррей — «Danny's Song[англ.]» - Дайана Росс — «Touch Me in the Morning» - Карли Саймон — «You’re So Vain» \| [18] \| \| 1975 \| Оливия Ньютон-Джон \| Австралия \| «I Honestly Love You[англ.]» \| - Роберта Флэк — «Feel Like Makin' Love» - Кэрол Кинг — «Jazzman[англ.]» - Клео Лэйн — Cleo Laine Live at Carnegie Hall - Джони Митчелл — Court and Spark \| [19] \| \| 1976 \| Дженис Йен \| США \| «At Seventeen[англ.]» \| - Джуди Коллинз — «Send in the Clowns» - Оливия Ньютон-Джон — «Have You Never Been Mellow[англ.]» - Хелен Редди — «Ain't No Way to Treat a Lady[англ.]» - Линда Ронстадт — «Heart Like a Wheel[англ.]» \| [20] \| \| 1977 \| Линда Ронстадт \| США \| Hasten Down the Wind \| - Натали Коул — Natalie[англ.] - Эммилу Харрис — «Here, There and Everywhere» - Джони Митчелл — The Hissing of Summer Lawns[англ.] - Вики Сью Робинсон[англ.] — «Turn the Beat Around[англ.]» \| [21] \| \| 1978 \| Барбра Стрейзанд \| США \| «Evergreen (Love Theme from A Star Is Born)» \| - Дебби Бун — «You Light Up My Life[англ.]» - Долли Партон — «Here You Come Again[англ.]» - Линда Ронстадт — «Blue Bayou» - Карли Саймон — «Nobody Does It Better[англ.]» \| [22] \| \| 1979 \| Энн Мюррей \| Канада \| «You Needed Me[англ.]» \| - Оливия Ньютон-Джон — «Hopelessly Devoted to You[англ.]» - Карли Саймон — «You Belong to Me[англ.]» - Барбра Стрейзанд — «You Don’t Bring Me Flowers» - Донна Саммер — «MacArthur Park» \| [23] \| \| 1980 \| Дайон Уорвик \| США \| «I'll Never Love This Way Again[англ.]» \| - Глория Гейнор — «I Will Survive» - Рики Ли Джонс — «Chuck E.'s in Love[англ.]» - Мелисса Манчестер[англ.] — «Don't Cry Out Loud[англ.]» - Донна Саммер — «Bad Girls» \| [24] \| \| 1981 \| Бетт Мидлер \| США \| «The Rose» \| - Айрин Кара — «Fame» - Оливия Ньютон-Джон — «Magic[англ.]» - Барбра Стрейзанд — «Woman in Love» - Донна Саммер — «On the Radio» \| [25] \| \| 1982 \| Лина Хорн \| США \| Lena Horne: The Lady and Her Music[англ.] \| - Ким Карнс — «Bette Davis Eyes» - Шина Истон — «For Your Eyes Only[англ.]» - Джус Ньютон[англ.] — «Angel of the Morning[англ.]» - Оливия Ньютон-Джон — «Physical[англ.]» \| [26] \| \| 1983 \| Мелисса Манчестер[англ.] \| США \| «You Should Hear How She Talks About You[англ.]» \| - Лора Брэниган — «Gloria» - Джус Ньютон[англ.] — «Love's Been A Little Bit Hard On Me[англ.]» - Оливия Ньютон-Джон — «Heart Attack» - Линда Ронстадт — «Get Closer» \| [27] \| \| 1984 \| Айрин Кара \| США \| «Flashdance... What a Feeling» \| - Шина Истон — «Telefone (Long Distance Love Affair)[англ.]» - Линда Ронстадт — What’s New - Донна Саммер — «She Works Hard for the Money» - Бонни Тайлер — «Total Eclipse of the Heart» \| [28] \| \| 1985 \| Тина Тёрнер \| США \| «What's Love Got to Do with It» \| - Шейла И. — «The Glamorous Life» - Шина Истон — «Strut[англ.]» - Синди Лопер — «Girls Just Want to Have Fun» - Дэнис Уильямс — «Let's Hear It for the Boy[англ.]» \| [29] \| \| 1986 \| Уитни Хьюстон \| США \| «Saving All My Love for You» \| - Пэт Бенатар — «We Belong[англ.]» - Мадонна — «Crazy for You» - Линда Ронстадт — Lush Life - Тина Тёрнер — «We Don’t Need Another Hero» \| [30] \| \| 1987 \| Барбра Стрейзанд \| США \| The Broadway Album \| - Синди Лопер — «True Colors» - Мадонна — «Papa Don't Preach» - Тина Тёрнер — «Typical Male» - Дайон Уорвик — Friends \| [31] \| \| 1988 \| Уитни Хьюстон \| США \| «I Wanna Dance with Somebody (Who Loves Me)» \| - Белинда Карлайл — «Heaven Is a Place on Earth» - Карли Саймон — Coming Around Again[англ.] - Барбра Стрейзанд — One Voice - Сьюзанн Вега — «Luka» \| [32] \| \| 1989 \| Трэйси Чэпмен \| США \| «Fast Car» \| - Тейлор Дейн — «Tell It to My Heart[англ.]» - Уитни Хьюстон — «One Moment in Time[англ.]» - Джони Митчелл — Chalk Mark in a Rainstormen[англ.] - Бренда Расселл — «Get Here[англ.]» \| [33] \| \| 1990 \| Бонни Рэйтт \| США \| «Nick of Time» \| - Пола Абдул — «Straight Up» - Глория Эстефан — «Don't Wanna Lose You[англ.]» - Бетт Мидлер — «Wind Beneath My Wings» - Линда Ронстадт — Cry Like a Rainstorm, Howl Like the Wind \| [34] \| \| 1991 \| Мэрайя Кэри \| США \| «Vision of Love» \| - Уитни Хьюстон — «I'm Your Baby Tonight» - Бетт Мидлер — «From a Distance» - Шинейд О’Коннор — «Nothing Compares 2 U» - Лиза Стэнсфилд — «All Around the World» \| [35] \| \| 1992 \| Бонни Рэйтт \| США \| «Something to Talk About[англ.]» \| - Мэрайя Кэри — «Emotions» - Олета Адамс[англ.] — «Get Here[англ.]» - Эми Грант — «Baby Baby[англ.]» - Уитни Хьюстон — «All the Man That I Need[англ.]» \| [36] \| \| 1993 \| k.d. lang \| Канада \| «Constant Craving[англ.]» \| - Ванесса Уильямс — «Save the Best for Last» \| [37] \| \| 1994 \| Уитни Хьюстон \| США \| «I Will Always Love You» \| - Мэрайя Кэри — «Dreamlover» - Шон Колвин — «I Don't Know Why[англ.]» - k.d. lang — «Miss Chatelaine» - Тина Тёрнер — «I Don't Wanna Fight» \| [38] \| \| 1995 \| Шерил Кроу \| США \| «All I Wanna Do[англ.]» \| - Мэрайя Кэри — «Hero» - Селин Дион — «The Power of Love» - Бонни Рэйтт — «Longing in Their Hearts[англ.]» - Барбра Стрейзанд — «Ordinary Miracles» \| [39] \| \| 1996 \| Энни Леннокс \| Великобритания \| «No More I Love You's[англ.]» \| - Мэрайя Кэри — «Fantasy» - Дайон Фэррис — «I Know» - Джоан Осборн — «One of Us» - Бонни Рэйтт — «You Got It (песня Роя Орбисона)[англ.]» - Ванесса Уильямс — «Colors of the Wind» \| [40] \| \| 1997 \| Тони Брэкстон \| США \| «Un-Break My Heart» \| - Шон Колвин — «Get Out of This House» - Селин Дион — «Because You Loved Me» - Глория Эстефан — «Reach[англ.]» - Джуэл — «Who Will Save Your Soul[англ.]» \| [41] \| \| 1998 \| Сара Маклахлан \| Канада \| «Building a Mystery[англ.]» \| - Мэрайя Кэри — «Butterfly» - Пола Коул — «Where Have All the Cowboys Gone?[англ.]» - Шон Колвин — «Sunny Came Home[англ.]» - Джуэл — «Foolish Games[англ.]» \| [42] \| \| 1999 \| Селин Дион \| Канада \| «My Heart Will Go On» \| - Шерил Кроу — «My Favorite Mistake[англ.]» - Лорин Хилл — «Can’t Take My Eyes Off You» - Натали Имбрулья — «Torn» - Сара Маклахлан — «Adia[англ.]» \| [43] \| \| 2000 \| Сара Маклахлан \| Канада \| «I Will Remember You[англ.] (Live)» \| - Кристина Агилера — «Genie in a Bottle» - Мадонна — «Beautiful Stranger» - Аланис Мориссетт — «Thank U» - Бритни Спирс — «…Baby One More Time» \| [44] \| \| 2001 \| Мэйси Грэй \| США \| «I Try[англ.]» \| - Кристина Агилера — «What a Girl Wants» - Мадонна — «Music» - Эйми Манн — «Save Me[англ.]» - Джони Митчелл — «Both Sides Now[англ.]» - Бритни Спирс — «Oops!… I Did It Again» \| [45] \| \| 2002 \| Нелли Фуртадо \| Канада \| «I'm like a Bird[англ.]*» \| - Фэйт Хилл — «There You’ll Be» - Джанет Джексон — «Someone to Call My Lover» - Sade — «By Your Side[англ.]» - Люсинда Уильямс — «Essence» \| [46] \| \| 2003 \| Нора Джонс \| США \| «Don't Know Why[англ.]» \| - Шерил Кроу — «Soak Up the Sun[англ.]» - Аврил Лавин — «Complicated» - Пинк — «Get the Party Started» - Бритни Спирс — «Overprotected» \| [47] \| \| 2004 \| Кристина Агилера \| США \| «Beautiful» \| - Келли Кларксон — «Miss Independent» - Дайдо — «White Flag» - Аврил Лавин — «I’m with You» - Сара Маклахлан — «Fallen[англ.]» \| [48] \| \| 2005 \| Нора Джонс \| США \| «Sunrise[англ.]» \| - Бьорк — «Oceania[англ.]» - Шерил Кроу — «The First Cut Is the Deepest[англ.]» - Гвен Стефани — «What You Waiting For?» - Джосс Стоун — «You Had Me[англ.]» \| [49] \| \| 2006 \| Келли Кларксон \| США \| «Since U Been Gone» \| - Мэрайя Кэри — «It’s Like That» - Шерил Кроу — «Good Is Good[англ.]» - Бонни Рэйтт — «I Will Not Be Broken[англ.]» - Гвен Стефани — «Hollaback Girl» \| [50] \| \| 2007 \| Кристина Агилера \| США \| «Ain't No Other Man» \| - Наташа Бедингфилд — «Unwritten» - Шерил Кроу — «You Can Close Your Eyes» - Пинк — «Stupid Girls» - KT Tunstall — «Black Horse and the Cherry Tree[англ.]» \| [51] \| \| 2008 \| Эми Уайнхаус \| Великобритания \| «Rehab» \| - Кристина Агилера — «Candyman» - Лесли Файст — «1234» - Ферги — «Big Girls Don’t Cry» - Нелли Фуртадо — «Say It Right» \| [52] \| \| 2009 \| Адель \| Великобритания \| «Chasing Pavements[англ.]» \| - Сара Бареллис — «Love Song[англ.]» - Даффи — «Mercy» - Леона Льюис — «Bleeding Love» - Кэти Перри — «I Kissed a Girl» - Пинк — «So What» \| [53] \| \| 2010 \| Бейонсе \| США \| «Halo» \| - Адель — «Hometown Glory[англ.]» - Кэти Перри — «Hot n Cold» - Пинк — «Sober» - Тейлор Свифт — «You Belong With Me» \| [54] \| \| 2011 \| Леди Гага \| США \| «Bad Romance» \| - Сара Бареллис — «King of Anything» - Бейонсе — «Halo[англ.]» (Live) - Нора Джонс — «Chasing Pirates[англ.]» - Кэти Перри — «Teenage Dream» \| [55] \| |                    |                |                                                  | |        |
| Год[I] | Победительница     | Страна         | Музыкальное произведение                         | Номинантки[II] | Ссылка |
| 1959 | Элла Фицджеральд   | США            | Ella Fitzgerald Sings the Irving Berlin Songbook | - Дорис Дэй — «Everybody Loves a Lover» - Эйди Горме — Eydie in Love - Пегги Ли — «Fever» - Кили Смит — «I Wish You Love» | [ 3 ]  |
| 1959 | Элла Фицджеральд   | США            | «But Not for Me»                                 | - Лина Хорн — Porgy and Bess - Пегги Ли — «Alright, Okay, You Win» - Пэт Судзуки — Broadway '59 - Катерина Валенте — «La Strada del Amore»                                                                                               | [ 4 ]  |
| 1961 (Сингл) | Элла Фицджеральд   | США            | «Mack the Knife»                                 | - Дорис Дэй — «The Sound of Music» - Эйлин Фаррелл — «I Gotta Right to Sing the Blues» - Бренда Ли — «I'm Sorry» - Пегги Ли — «I’m Gonna Go Fishin»                                                                                      | [ 5 ]  |
| 1961 (Альбом) | Элла Фицджеральд   | США            | Ella in Berlin: Mack the Knife                   | - Розмари Клуни — Clap Hands! Here Comes Rosie! - Пегги Ли — Latin ala Lee! - Мириам Макеба — Miriam Makeba - Делла Риз — Della | [ 5 ]  |
| 1962 | Джуди Гарленд      | США            | Judy at Carnegie Hall                            | - Элла Фицджеральд — «(If You Can't Sing It) You'll Have to Swing It (Mr. Paganini)» - Билли Холидей — The Essential Billie Holiday - Лина Хорн — Lena Horne at the Sands - Пегги Ли — Basin Street East Proudly Presents Miss Peggy Lee | [ 6 ]  |
| 1963 | Элла Фицджеральд   | США            | Ella Swings Brightly with Nelson                 | - Дайан Кэрролл — «No, Strings» - Лина Хорн — Lena...Lovely and Alive - Пегги Ли — «I'm a Woman» - Кетти Лестер — «Love Letters» - Сэнди Стюарт — «My Coloring Book» - Пэт Томас — Slightly Out of Time                                  | [ 7 ]  |
| 1964 | Барбра Стрейзанд   | США            | The Barbra Streisand Album                       | - Эйди Горме — «Blame It on the Bossa Nova» - Пегги Ли — I’m a Woman - Мириам Макеба — The World of Miriam Makeba - Жаннин Деккерс — «Dominique»                                                                                         | [ 8 ]  |
| 1965 | Барбра Стрейзанд   | США            | «People»                                         | - Петула Кларк — «Downtown» - Гейл Гарнетт — «We'll Sing in the Sunshine» - Аструд Жилберту — «The Girl from Ipanema» - Нэнси Уилсон — «How Glad I Am»                                                                                   | [ 9 ]  |
| 1966 | Барбра Стрейзанд   | США            | My Name Is Barbra                                | - Петула Кларк — Downtown - Джеки ДеШэннон — «What the World Needs Now Is Love» - Аструд Жилберту — The Astrud Gilberto Album - Нэнси Уилсон — Gentle Is My Love                                                                         | [ 10 ] |
| 1967 | Эйди Горме         | США            | «If He Walked into My Life Today»                | - Элла Фицджеральд — Ella at Duke’s Place - Сэнди Поси — Born a Woman - Нэнси Синатра — «These Boots Are Made for Walkin'» - Барбра Стрейзанд — Color Me Barbra                                                                          | [ 11 ] |
| 1968 | Бобби Джентри      | США            | «Ode to Billie Joe»                              | - Викки Карр — «It Must Be Him» - Петула Кларк — «Don't Sleep in the Subway» - Арета Франклин — «Respect» - Дайон Уорвик — «Alfie» | [ 12 ] |
| 1969 | Дайон Уорвик       | США            | «Do You Know the Way to San Jose»                | - Арета Франклин — «I Say a Little Prayer» - Мэри Хопкин — «Those Were the Days» - Меррили Раш — «Angel of the Morning» - Барбра Стрейзанд — «Funny Girl»                                                                                | [ 13 ] |
| 1970 | Пегги Ли           | США            | «Is That All There Is?»                          | - Викки Карр — «With Pen in Hand» - Джеки ДеШэннон — «Put a Little Love in Your Heart» - Бренда Ли — «Johnny One Time» - Дасти Спрингфилд — «Son of a Preacher Man» - Дайон Уорвик — «This Guy's in Love with You»                       | [ 14 ] |
| 1971 | Дайон Уорвик       | США            | I'll Never Fall in Love Again                    | - Бобби Джентри — «Fancy» - Энн Мюррей — «Snowbird» - Линда Ронстадт — «Long, Long Time» - Дайана Росс — «Ain't No Mountain High Enough»                                                                                                 | [ 15 ] |
| 1972 | Кэрол Кинг         | США            | Tapestry                                         | - Джоан Баэз — «The Night They Drove Old Dixie Down» - Шер — «Gypsys, Tramps & Thieves» - Дженис Джоплин — «Me and Bobby McGee» - Карли Саймон — «That’s the Way I’ve Always Heard It Should Be»                                         | [ 16 ] |
| 1973 | Хелен Редди        | США            | «I Am Woman»                                     | - Роберта Флэк — Quiet Fire - Арета Франклин — «Day Dreaming» - Карли Саймон — «Anticipation» - Барбра Стрейзанд — «Sweet Inspiration / Where You Lead»                                                                                  | [ 17 ] |
| 1974 | Роберта Флэк       | США            | «Killing Me Softly with His Song»                | - Бетт Мидлер — «Boogie Woogie Bugle Boy» - Энн Мюррей — «Danny's Song» - Дайана Росс — «Touch Me in the Morning» - Карли Саймон — «You’re So Vain»                                                                                      | [ 18 ] |
| 1975 | Оливия Ньютон-Джон | Австралия      | «I Honestly Love You»                            | - Роберта Флэк — «Feel Like Makin' Love» - Кэрол Кинг — «Jazzman» - Клео Лэйн — Cleo Laine Live at Carnegie Hall - Джони Митчелл — Court and Spark                                                                                       | [ 19 ] |
| 1976 | Дженис Йен         | США            | «At Seventeen»                                   | - Джуди Коллинз — «Send in the Clowns» - Оливия Ньютон-Джон — «Have You Never Been Mellow» - Хелен Редди — «Ain't No Way to Treat a Lady» - Линда Ронстадт — «Heart Like a Wheel»                                                        | [ 20 ] |
| 1977 | Линда Ронстадт     | США            | Hasten Down the Wind                             | - Натали Коул — Natalie - Эммилу Харрис — «Here, There and Everywhere» - Джони Митчелл — The Hissing of Summer Lawns - Вики Сью Робинсон — «Turn the Beat Around»                                                                        | [ 21 ] |
| 1978 | Барбра Стрейзанд   | США            | «Evergreen (Love Theme from A Star Is Born)»     | - Дебби Бун — «You Light Up My Life» - Долли Партон — «Here You Come Again» - Линда Ронстадт — «Blue Bayou» - Карли Саймон — «Nobody Does It Better»                                                                                     | [ 22 ] |
| 1979 | Энн Мюррей         | Канада         | «You Needed Me»                                  | - Оливия Ньютон-Джон — «Hopelessly Devoted to You» - Карли Саймон — «You Belong to Me» - Барбра Стрейзанд — «You Don’t Bring Me Flowers» - Донна Саммер — «MacArthur Park»                                                               | [ 23 ] |
| 1980 | Дайон Уорвик       | США            | «I'll Never Love This Way Again»                 | - Глория Гейнор — «I Will Survive» - Рики Ли Джонс — «Chuck E.'s in Love» - Мелисса Манчестер — «Don't Cry Out Loud» - Донна Саммер — «Bad Girls»                                                                                        | [ 24 ] |
| 1981 | Бетт Мидлер        | США            | «The Rose»                                       | - Айрин Кара — «Fame» - Оливия Ньютон-Джон — «Magic» - Барбра Стрейзанд — «Woman in Love» - Донна Саммер — «On the Radio» | [ 25 ] |
| 1982 | Лина Хорн          | США            | Lena Horne: The Lady and Her Music               | - Ким Карнс — «Bette Davis Eyes» - Шина Истон — «For Your Eyes Only» - Джус Ньютон — «Angel of the Morning» - Оливия Ньютон-Джон — «Physical»                                                                                            | [ 26 ] |
| 1983 | Мелисса Манчестер  | США            | «You Should Hear How She Talks About You»        | - Лора Брэниган — «Gloria» - Джус Ньютон — «Love's Been A Little Bit Hard On Me» - Оливия Ньютон-Джон — «Heart Attack» - Линда Ронстадт — «Get Closer»                                                                                   | [ 27 ] |
| 1984 | Айрин Кара         | США            | «Flashdance... What a Feeling»                   | - Шина Истон — «Telefone (Long Distance Love Affair)» - Линда Ронстадт — What’s New - Донна Саммер — «She Works Hard for the Money» - Бонни Тайлер — «Total Eclipse of the Heart»                                                        | [ 28 ] |
| 1985 | Тина Тёрнер        | США            | «What's Love Got to Do with It»                  | - Шейла И. — «The Glamorous Life» - Шина Истон — «Strut» - Синди Лопер — «Girls Just Want to Have Fun» - Дэнис Уильямс — «Let's Hear It for the Boy»                                                                                     | [ 29 ] |
| 1986 | Уитни Хьюстон      | США            | «Saving All My Love for You»                     | - Пэт Бенатар — «We Belong» - Мадонна — «Crazy for You» - Линда Ронстадт — Lush Life - Тина Тёрнер — «We Don’t Need Another Hero» | [ 30 ] |
| 1987 | Барбра Стрейзанд   | США            | The Broadway Album                               | - Синди Лопер — «True Colors» - Мадонна — «Papa Don't Preach» - Тина Тёрнер — «Typical Male» - Дайон Уорвик — Friends | [ 31 ] |
| 1988 | Уитни Хьюстон      | США            | «I Wanna Dance with Somebody (Who Loves Me)»     | - Белинда Карлайл — «Heaven Is a Place on Earth» - Карли Саймон — Coming Around Again - Барбра Стрейзанд — One Voice - Сьюзанн Вега — «Luka»                                                                                             | [ 32 ] |
| 1989 | Трэйси Чэпмен      | США            | «Fast Car»                                       | - Тейлор Дейн — «Tell It to My Heart» - Уитни Хьюстон — «One Moment in Time» - Джони Митчелл — Chalk Mark in a Rainstormen - Бренда Расселл — «Get Here»                                                                                 | [ 33 ] |
| 1990 | Бонни Рэйтт        | США            | «Nick of Time»                                   | - Пола Абдул — «Straight Up» - Глория Эстефан — «Don't Wanna Lose You» - Бетт Мидлер — «Wind Beneath My Wings» - Линда Ронстадт — Cry Like a Rainstorm, Howl Like the Wind                                                               | [ 34 ] |
| 1991 | Мэрайя Кэри        | США            | «Vision of Love»                                 | - Уитни Хьюстон — «I'm Your Baby Tonight» - Бетт Мидлер — «From a Distance» - Шинейд О’Коннор — «Nothing Compares 2 U» - Лиза Стэнсфилд — «All Around the World»                                                                         | [ 35 ] |
| 1992 | Бонни Рэйтт        | США            | «Something to Talk About»                        | - Мэрайя Кэри — «Emotions» - Олета Адамс — «Get Here» - Эми Грант — «Baby Baby» - Уитни Хьюстон — «All the Man That I Need» | [ 36 ] |
| 1993 | k.d. lang          | Канада         | «Constant Craving»                               | - Ванесса Уильямс — «Save the Best for Last» | [ 37 ] |
| 1994 | Уитни Хьюстон      | США            | «I Will Always Love You»                         | - Мэрайя Кэри — «Dreamlover» - Шон Колвин — «I Don't Know Why» - k.d. lang — «Miss Chatelaine» - Тина Тёрнер — «I Don't Wanna Fight» | [ 38 ] |
| 1995 | Шерил Кроу         | США            | «All I Wanna Do»                                 | - Мэрайя Кэри — «Hero» - Селин Дион — «The Power of Love» - Бонни Рэйтт — «Longing in Their Hearts» - Барбра Стрейзанд — «Ordinary Miracles»                                                                                             | [ 39 ] |
| 1996 | Энни Леннокс       | Великобритания | «No More I Love You's»                           | - Мэрайя Кэри — «Fantasy» - Дайон Фэррис — «I Know» - Джоан Осборн — «One of Us» - Бонни Рэйтт — «You Got It (песня Роя Орбисона)» - Ванесса Уильямс — «Colors of the Wind»                                                              | [ 40 ] |
| 1997 | Тони Брэкстон      | США            | «Un-Break My Heart»                              | - Шон Колвин — «Get Out of This House» - Селин Дион — «Because You Loved Me» - Глория Эстефан — «Reach» - Джуэл — «Who Will Save Your Soul»                                                                                              | [ 41 ] |
| 1998 | Сара Маклахлан     | Канада         | «Building a Mystery»                             | - Мэрайя Кэри — «Butterfly» - Пола Коул — «Where Have All the Cowboys Gone?» - Шон Колвин — «Sunny Came Home» - Джуэл — «Foolish Games»                                                                                                  | [ 42 ] |
| 1999 | Селин Дион         | Канада         | «My Heart Will Go On»                            | - Шерил Кроу — «My Favorite Mistake» - Лорин Хилл — «Can’t Take My Eyes Off You» - Натали Имбрулья — «Torn» - Сара Маклахлан — «Adia» | [ 43 ] |
| 2000 | Сара Маклахлан     | Канада         | «I Will Remember You (Live)»                     | - Кристина Агилера — «Genie in a Bottle» - Мадонна — «Beautiful Stranger» - Аланис Мориссетт — «Thank U» - Бритни Спирс — «…Baby One More Time»                                                                                          | [ 44 ] |
| 2001 | Мэйси Грэй         | США            | «I Try»                                          | - Кристина Агилера — «What a Girl Wants» - Мадонна — «Music» - Эйми Манн — «Save Me» - Джони Митчелл — «Both Sides Now» - Бритни Спирс — «Oops!… I Did It Again»                                                                         | [ 45 ] |
| 2002 | Нелли Фуртадо      | Канада         | «I'm like a Bird»                                | - Фэйт Хилл — «There You’ll Be» - Джанет Джексон — «Someone to Call My Lover» - Sade — «By Your Side» - Люсинда Уильямс — «Essence» | [ 46 ] |
| 2003 | Нора Джонс         | США            | «Don't Know Why»                                 | - Шерил Кроу — «Soak Up the Sun» - Аврил Лавин — «Complicated» - Пинк — «Get the Party Started» - Бритни Спирс — «Overprotected» | [ 47 ] |
| 2004 | Кристина Агилера   | США            | «Beautiful»                                      | - Келли Кларксон — «Miss Independent» - Дайдо — «White Flag» - Аврил Лавин — «I’m with You» - Сара Маклахлан — «Fallen» | [ 48 ] |
| 2005 | Нора Джонс         | США            | «Sunrise»                                        | - Бьорк — «Oceania» - Шерил Кроу — «The First Cut Is the Deepest» - Гвен Стефани — «What You Waiting For?» - Джосс Стоун — «You Had Me»                                                                                                  | [ 49 ] |
| 2006 | Келли Кларксон     | США            | «Since U Been Gone»                              | - Мэрайя Кэри — «It’s Like That» - Шерил Кроу — «Good Is Good» - Бонни Рэйтт — «I Will Not Be Broken» - Гвен Стефани — «Hollaback Girl»                                                                                                  | [ 50 ] |
| 2007 | Кристина Агилера   | США            | «Ain't No Other Man»                             | - Наташа Бедингфилд — «Unwritten» - Шерил Кроу — «You Can Close Your Eyes» - Пинк — «Stupid Girls» - KT Tunstall — «Black Horse and the Cherry Tree»                                                                                     | [ 51 ] |
| 2008 | Эми Уайнхаус       | Великобритания | «Rehab»                                          | - Кристина Агилера — «Candyman» - Лесли Файст — «1234» - Ферги — «Big Girls Don’t Cry» - Нелли Фуртадо — «Say It Right» | [ 52 ] |
| 2009 | Адель              | Великобритания | «Chasing Pavements»                              | - Сара Бареллис — «Love Song» - Даффи — «Mercy» - Леона Льюис — «Bleeding Love» - Кэти Перри — «I Kissed a Girl» - Пинк — «So What» | [ 53 ] |
| 2010 | Бейонсе            | США            | «Halo»                                           | - Адель — «Hometown Glory» - Кэти Перри — «Hot n Cold» - Пинк — «Sober» - Тейлор Свифт — «You Belong With Me» | [ 54 ] |
| 2011 | Леди Гага          | США            | «Bad Romance»                                    | - Сара Бареллис — «King of Anything» - Бейонсе — «Halo» (Live) - Нора Джонс — «Chasing Pirates» - Кэти Перри — «Teenage Dream» | [ 55 ] |

- ↑  Ссылка на церемонию «Грэмми», прошедшую в этом году.
- ↑  Кавычками обозначены — песни (синглы), курсивом — альбомы.

## Статистика
Больше всего побед
| Место       | 1е                                | 2е                         | 3е                                                     |
| ----------- | --------------------------------- | -------------------------- | ------------------------------------------------------ |
| Певица      | Элла Фицджеральд Барбра Стрейзанд | Дайон Уорвик Уитни Хьюстон | Сары Маклахлан Бонни Рэйтт Нора Джонс Кристина Агилера |
| Всего побед | 5 побед                           | 3 победы                   | 2 победы                                               |

Больше всего номинаций
| Место           | 1е               | 2е                                  | 3е                            | 4е                                                       | 5е                           |
| --------------- | ---------------- | ----------------------------------- | ----------------------------- | -------------------------------------------------------- | ---------------------------- |
| Певица          | Барбра Стрейзанд | Мэрайя Кэри Линда Ронстадт Пегги Ли | Элла Фицджеральд Дайон Уорвик | Шерил Кроу Уитни Хьюстон Оливия Ньютон-Джон Карли Саймон | Кристина Агилера Бонни Рэйтт |
| Всего номинаций | 12 номинаций     | 8 номинаций                         | 7 номинаций                   | 6 номинаций                                              | 5 номинаций                  |

Прочие факты
- Бейонсе единственная певица, которая была номинирована за две разные версии одной и той же песни (с треком «Halo» — студийная и концертная версии). Причём, студийная версия принесла вокалистке победу в 2010 году.
- Композиция Сары Маклахлан «I Will Remember You» стала единственной концертной записью, которая победила в этой категории.
- Элла Фицджеральд удерживает рекорд по количеству побед подряд — четыре раза.
- Лауреаты по странам: США — 44, Канада — 5, Великобритания — 3, Австралия — 1.